# Моррис, Льюис (поэт)
Сэр Льюис Моррис (англ. Lewis Morris; 23 января 1833 — 12 ноября 1907) — популярный английский поэт англо-уэльской школы, шестикратный номинант Нобелевской премии по литературе с 1902 года по 1907 год.
Родился в Кармартене, историческом и нынешнем центре графства Кармартеншир на юго-западе Уэльса, в семье Льюиса Эдварда Морриса и Софьи Хагес. С 1841 по 1847 год учился в школе Королевы Елизаветы (англ. Queen Elizabeth's Grammar School). В 1847 году был переведён в другую школу в Каубридже (англ. Cowbridge Grammar School). Там он обеспечил себе в будущем классическую стипендию, написав стихотворение на тему Помпеи, победившее в конкурсе. В 1850 году он был одним из приблизительно тридцати мальчиков Каубриджа, которые последовали за директором школы Хьюго Харпером в Шерборн, куда последний был отправлен с миссией возрождения школы. Моррис и Харпер остались друзьями на всю жизнь. Позже он изучал классиков в Оксфорде, который окончил в 1856 году: первый студент за тридцать лет, сдавший на высший балл предварительные и выпускные экзамены. Затем он стал адвокатом. В 1868 году он женился на Флоренции Полларда. Он был посвящён в рыцари королевой Викторией в 1895 году, и был близок к назначению придворным поэтом-лауреатом, несостоявшимся, возможно, из-за его знакомства с Оскаром Уайльдом. Одно из самых известных его стихотворений — «Love’s Suicide».

## Творчество
- Songs of Two Worlds — 1875 год
- The Epic of Hades — 1877 год
- Gwen: A Drama in Monologue Six Acts — 1879 год
- The Ode of Life — 1880 год
- Poetical Works — 1882 год
- Songs Unsung — 1883 год
- Gycia: A Tragedy in Five Acts — 1886 год
- Songs of Britain — 1887 год
- Selections from the Works of Sir Lewis Morris — 1897 год
- Harvest Tide: A Book of Verse — 1900 год
- The New Rambler from Desk to Platform — 1905 год